# フェズ＝メクネス地方
フェズ＝メクネス地方(フェズ＝メクネスちほう、ベルベル語：ⴼⴻⵙ-ⵎⴻⴽⵏⴰⵙ)(アラビア語：فاس-مكناس)はモロッコ北部の地方。
2014年の人口は約423.7万人。

首府はフェズ。

## 歴史
2015年9月、フェズ・ブルマーヌ地方・メクネス県・ハジェブ州・イフレン州・タウナト州・ターザ州を合わせてフェズ＝メクネス地方が設置された。

## 隣接行政区画
- タンジェ＝テトゥアン＝アル・ホセイマ地方
- オリアンタル地方
- ドラア＝タフィラルト地方
- ベニ・メラル＝ヘニフラ地方
- ラバト＝サレ＝ケニトラ地方

## 行政区画

フェズ＝メクネス地方の県

- フェズ県（フランス語版）
- メクネス県（英語版）
- ハジェブ州（英語版）
- イフレン州（英語版）
- セフル州（英語版）
- ムーレイ・ヤコブ州（英語版）
- ブルマーヌ州（英語版）
- ターザ州（英語版）
- タウナト州（英語版）